# Epioblasma penita
Epioblasma penita är en musselart som först beskrevs av Conrad 1834.  Epioblasma penita ingår i släktet Epioblasma och familjen målarmusslor. IUCN kategoriserar arten globalt som akut hotad. Inga underarter finns listade i Catalogue of Life.